# Paul Ferdinand Stanislas Dermoncourt
Paul Ferdinand Stanislas Dermoncourt, (Crécy-au-Mont (Alts de França), 3 de març, 1771 - Aubevoye (Normandia), 10 de maig, 1847), va ser un general francès de la Revolució i de l'Imperi.

## Biografia
Revolució Francesa

El 1789, va participar en la presa de la Bastilla i, immediatament després, es va unir a la companyia Odiot (districte de la muntanya de Saint-Roch) dels granaders de la Guàrdia Nacional de París.
Voluntari al 3r batalló de l'Aisne el 4 de setembre de 1791, sergent de granaders i sergent major el 4 d'abril i el 3 de juliol de 1792, va participar en la campanya d'aquell any a l'Exèrcit del Nord, va ser a la batalla de Quiévrain i es va embarcar a Lorient cap a la Martinica, amb el general Donatien de Rochambeau. En arribar a Santo Domingo, va aconseguir portar de tornada als comissaris civils de Santo Domingo Polverel i Sonthonax les tropes que encara donaven suport al governador d'Esparbès, recentment deposat.
Al novembre, al capdavant de la seva companyia, com que no es trobaven disponibles tots els oficials afectats per una febre, es va apoderar de Morne Pelé, en mans dels nadius, als quals va derrotar. Citat a les ordres de l'exèrcit el 19 de desembre de 1792 per aquest acte de guerra, va rebre el rang de tinent el mateix dia i després el de capità el 28 de desembre de 1792. Al seu torn, va contraure aquesta febre que va delmar els colons que l'envoltaven, però va sobreviure.
Es va embarcar l'1 d'octubre de 1793 a Filadèlfia, pensant que podria recuperar la salut allà, entre els primers refugiats francesos de Saint-Domingue a Amèrica. Capturat per corsaris de les Illes Bermudes i empès mar endins per una tempesta, finalment va arribar a la seva destinació. Però l'epidèmia, que va resultar ser febre groga, va continuar delmant els emigrants i va arribar ràpidament als filadèlfians. Dermoncourt va aprofitar la sortida d'un gran comboi de la badia de Chesapeake per tornar a França, cosa que va tenir lloc el 21 d'abril de 1794 i va arribar a Brest l'11 de juny.
Posat en quarantena durant uns dies com tots els que venien de l'estranger, va ser posteriorment adscrit a l'exèrcit costaner de Brest. Va lluitar contra els chouans a Quiberon l'11 de juliol i després va tornar a Brest, on va servir com a ajudant. El 4 d'octubre de 1795 era a París i, el dia 5, va defensar la Convenció a la batalla de Saint-Roch.
Nomenat ajudant de camp del general Alexandre Dumas el 23 de Germinal de l'any IV, va anar amb ell a Itàlia i, després de la batalla de Rivoli i la rendició de Màntua (gener de 1797), el va seguir al Tirol. En creuar l'Avis (prop de Lavis), va salvar la vida de l'ajudant de camp Lambert, que va ser arrossegat pel torrent. En adonar-se que un reducte, defensat per 60 austríacs, i situat al capdavant del poble de Faver, situat a mig camí del turó, incomodava la divisió, es va posar al capdavant de 50 granaders, va pujar per sobre del reducte, el va prendre per darrere, el va capturar i va fer tornar els austríacs com a presoners.